# Strzelanina w Narsaq
Strzelanina w Narsaq – strzelanina, do której doszło 1 stycznia 1990 w miejscowości Narsaq na Grenlandii. 18-letni napastnik otworzył ogień do swoich znajomych na imprezie noworocznej, zabijając 7 osób. Była to największa masowa strzelanina w historii Grenlandii i zarazem Danii, do której Grenlandia należy.

## Tło
Grenlandia ma relatywnie wysoki wskaźnik morderstw w porównaniu do kontynentalnej części Danii. Wynika to z faktu, że znaczna część tamtejszego społeczeństwa (Inuitów) zajmuje się myślistwem, przepisy dotyczące dostępu do broni są bardziej liberalne niż w kontynentalnej Danii. Ponadto spora część mieszkańców zachowuje własne tradycyjne obyczaje, różniące się od tych w kulturze europejskiej. Także stosunek lokalnego wymiaru sprawiedliwości wobec brutalnych przestępstw różni się od europejskiego i jest o wiele od niego łagodniejszy.

## Sprawca i okoliczności zbrodni
Sprawcą strzelaniny był 18-letni Abel Klemmensen, który chciał zemścić się na znajomych za domniemane namawianie jego dziewczyny do zdradzania go z nimi. W strzelaninie zginęło 3 mężczyzn w wieku 18, 33 i 34 lat oraz 4 kobiety w wieku 18, 19, 26 i 29 lat. Napastnik został uznany przez psychiatrów i wymiar sprawiedliwości za osobę cierpiącą na narcystyczne zaburzenie osobowości i został osadzony w specjalnym oddziale terapeutycznym więzienia Herstedvester koło Kopenhagi. W 2015 wyszedł na wolność.